# Clécy
 Clécy  es una población y comuna francesa, situada en la región de Normandía, departamento de Calvados, en el distrito de Caen y cantón de Thury-Harcourt.

## Demografía
| 1275 | 1238 | 1187 | 1197 | 1182 | 1252 |
| Para los censos de 1962 a 1999 la población legal corresponde a la población sin duplicidades (Fuente: INSEE [Consultar]) |      |      |      |      |      |